# The Evidence of the Film
The Evidence of the Film – amerykański niemy film z 1913 roku.

## Wyróżnienia
| Rok wpisania | National Film Registry |
| ------------ | --- |
| 2001         | Lista filmów budujących dziedzictwo kulturalne USA utworzona przez National Film Preservation Board i przechowywana w Bibliotece Kongresu Stanów Zjednoczonych |